# IV. Balduin flamand gróf
IV. Szakállas Balduin (kb. 980/985 – 1035. május 29./30.) Flandria hatodik grófja 988-tól haláláig. A trónt csecsemőként, apja II. Arnulf halálát követően örökölte meg. Anyja, Lombardiai Rozala v. Susanna, nagykorúságáig társuralkodó és gyámja volt (később II. Róbert francia király felesége lett). Elődeivel ellentétben figyelmét a grófság északi és keleti részére összpontosította, a déli tartományokat hűbéresei igazgatták.

## Élete
Balduin még kiskorú volt, amikor apja, Arnulf 988-ban belázasodott és meghalt. Pontos születési éve nem ismert, de mivel apja kb. 960-ban született, ezért Balduin születését hagyományosan 980 és 985 közé teszik. Apja halálát és Balduin kiskorúságát kihasználva a genti várnagy, Gilbod függetlenítette magát és kikiáltotta magát grófnak. A felkeléshez csatlakoztak a grófság északi területei, mint Waasland és Kortrijk (Cambrai) környéke is.
1000-ben III. Ottó német-római császár sereget vezetett Antwerpen ellen, hogy elejét vegye a flamand grófság keleti terjeszkedésének. Utóda, II. Henrik német-római császár is összetűzésbe került Balduinnal, aki Louvain és Namur grófjait támogatta. Utóbbiak nem ismerték el hűbéruruknak Lotaringiai Godefroy-t, akit Henrik nevezett ki Alsó-Lotaringia trónjára. 1006-ban Balduin elfoglalta Valenciennes városát, ami akkor még a német-római birodalom része volt. Válaszul Henrik sereget vezetett Balduin ellen és szövetségeseivel, II. Róbert francia királlyal és II. Richárd normandiai herceggel ostrom alá vették a várost. Balduin sikeresen ellenállt az ostromnak és a tél közeledése visszavonulásra kényszerítette az ostromlókat. A rákövetkező évben, 1007 tavaszán Henrik taktikát változtatott és Gent városa ellen vonult, ami arra kényszerítette Balduint, hogy feladja Valenciennes-t. Balduin Aix-la-Chapelle városában találkozott a császárral, ahol elfogadta annak fennhatóságát Louvain és Namur felett. Jutalmul Balduin 1012-1015 között megkapta Valenciennes városát, illetve északon Zeeland tartományt mint hűbérbirtokot.
Fia, a későbbi V. Balduin, II. Róbert lányát, Adèle-t vette feleségül és részben felesége biztatásával, részben kihasználva a flamand bárók és nemesurak elégedetlenségét, 1028-ban felkelést indított apja ellen és egy időre sikerült is kiűznie Flandriából. IV. Balduin támogatójánál, I. Róbert normandiai hercegnél keresett menedéket. A herceg közbenjárására apa és fia 1030. szeptember 28-án Audenarde (v. mai nevén Oudenaarde) városában kibékültek.
A grófság déli, frankofón területein Balduin hatalma szilárd volt, uralkodása alatt kezdődött meg a flamand tengerpart melletti mocsaras-homokos területek betelepítése, illetve Brugge város kikötőjének kiépítése. Balduin alapította Dunkerque városát, kezdte el Lille városának falait felépíteni, illetve városi előjogokat adományozott (Flandriában először) Brugge városának. Balduin uralma alatt kezdett kialakulni az angol és skót gyapjú feldolgozásán alapuló flamand textilipar. A gróf a művészeteket is támogatta, és az arrasi faliszőnyeg-műhely egyik első támogatója volt.
Leggyakrabban mint Szakállas (latinul Barbatus) Balduin szerepel a korabeli krónikákban, de használták még a Pulchra barba (kb. Szépszakállú) vagy Magnus (Nagy) megnevezést is.
Halála (1035) után fia, V. Balduin örökölte a flamand grófi címet.

## Családja
Első felesége Luxemburgi Otgiva v. Odgiva (kb. 980/995 - 1030. február 2.), akivel kb. 1012 körül házasodott össze.
A házasságból született:
- Balduin ( - 1067. szeptember 1.), apja halála után flamand gróf, felesége Francia Adèle, II. Róbert francia király lánya.
- Ermengarde, később Adalbert ( - 1032), genti gróf felesége

Második felesége kb. 1031 áprilisától feltehetően Normandiai Eleanor (kb. 1010 - kb. 1071) volt, II. Richárd normandiai hercegnek lánya.
A második feleség pontos nevére vonatkozóan nem maradtak fenn korabeli források, de a házasságot valószínűvé teszi, hogy a normandiai hercegek hagyományosan Flandria egyik jelentős támogatójának számítottak. Eleanor bátyja, Robert normadiai herceg segítette ki Balduint, amiko fia fellázadt ellene.
A házasságból született:
- Judit ( - 1094. március 5.), első férje Tostig, Northumbria grófja, második férje Welf, bajor herceg
- Meg nem nevezett lánygyermek, aki később Régnier de Louvain felesége lett.

Ezek a házasságok is bizonyítják, hogy Flandria grófjai igyekeztek minél szorosabb, családi kapcsolatot kiépíteni nemcsak a környékbeli nemesekkel, Franciaország királyaival és a német-római császárokkal, hanem az angol királyokkal és Brit-szigeteken kialakult egyéb angolszász államalakulatokkal. Balduin egy unokája, Flandriai Matild később Hódító Vilmos felesége lett, és ezzel a Normandiai-ház egyik őse.